# 패트리어트 게임 (영화)
《패트리어트 게임》(Patriot Games)은 1992년 공개된 미국의 액션 스릴러 영화이다.

## 줄거리
전직 CIA 분석관이었던 잭 라이언은 현재 해군사관학교에서 역사를 가르치고 있다. 그는 아내 캐시, 딸 샐리와 함께 런던에 방문했다가 북아일랜드 담당 장관인 홀름 경의 테러 납치 시도를 목격하고 개입하게 된다. 라이언은 부상을 입었지만 테러범 중 한 명을 제압하고 두 명을 사살한다. 체포된 숀 밀러는 극단적인 IRA 분파 조직원이었고, 그의 형제도 사망한다. 밀러는 재판에서 유죄 판결을 받지만, 동료들의 도움으로 탈옥한다. 밀러의 탈옥 후 조직은 홀름 경을 암살하려는 계획을 세우고, 밀러는 형제의 복수를 위해 라이언을 노린다.
미국으로 돌아온 라이언은 밀러의 탈옥 소식을 듣고 곧바로 암살 위협에 시달리게 된다. 밀러 일당은 라이언의 아내 캐시를 공격해 교통사고를 내고 딸 샐리는 중상을 입어 비장을 제거하는 수술을 받는다. 라이언은 복수를 위해 다시 CIA에 합류하고 테러 조직을 쫓는다. 라이언은 테러범들이 과거 자신의 암살 시도 때 본 빨간 머리 여자를 떠올리고, 그녀의 정보원으로 IRA 조직원을 협박해 빨간 머리 여자가 앤넷이라는 것을 알아낸다. 그 후 밀러와 오도넬은 리비아의 테러 훈련 캠프에 있다는 것을 알게 되고 SAS가 캠프를 습격하지만 그들은 이미 북미로 떠난 후였다.
홀름 경이 라이언의 집에 방문했을 때 폭풍우로 인해 집 전기가 끊기고, 라이언은 테러 공격을 직감한다. 홀름 경의 보좌관이 배신자임을 알아낸 후, 라이언은 해군 동료인 로비 잭슨과 함께 테러범들과 맞서 싸운다. 라이언은 밀러와 오도넬, 앤넷을 속여 보트 추격전으로 유인하고, 오도넬은 밀러에게 복수를 포기하고 홀름 경 납치 임무를 완수하자고 하지만, 밀러는 오도넬과 앤넷을 총으로 쏴 죽이고 라이언과 격투 끝에 사망한다. 구조대가 도착해 라이언을 구출하고, 마지막 장면에서는 캐시의 임신 소식이 전해지지만 성별은 밝혀지지 않은 채 영화는 끝난다.

## 출연

### 주연
- 해리슨 포드
- 앤 아처
- 패트릭 버긴
- 숀 빈
- 도라 버치

### 조연
- 제임스 폭스
- 사무엘 L. 잭슨
- 폴리 워커
- J.E. 프리맨
- 제임스 얼 존스
- 리처드 해리스

## 기타
- 원작자: 톰 클랜시
- 미술: 조셉 네메그 3세

## 한국어 더빙 성우진

### MBC (2000년 2월 4일)
- 양지운 - 잭 라이언 (해리슨 포드)
- 최성우 - 캐시 라이언 (앤 아처)
- 김관철 - 숀 밀러 (숀 빈)
- 이윤연 - 케빈 (패트릭 버긴)
- 박지훈 - 그리어 국장 (제임스 얼 존스)
- 황일청
- 김용식
- 박태호
- 홍승옥
- 이종혁
- 김호성
- 엄태국
- 엄현정
- 이철용
- 최석필
- 김용준
- 박선영
- 송준석
- 이상범
- 최수진
- 고성일
- 채의진